# 泡果茜草
泡果茜草（学名：Microphysa elongata）为茜草科泡果茜草属下的一个种。其种加词“elongata”意为“长的”。